# Воля-Радзишовска
Во́ля-Радзишо́вска (пол. Wola Radziszowska) — село в Польше в сельской гмине Скавина Краковского повета Малопольского воеводства.

## География
Село располагается в 9 км от административного центра гмины города Скавина и в 20 км от административного центра воеводства города Краков. Около села протекает река Цедрон.

## История
Первое упоминание о селе относится к 1234 году. Село заложили бенедиктинцы из Тыньца. Первоначально называлось как Бруначув (Brunaczów). Судебный документ от 1402 года, выданный деканом храма святого Флориана Миколаем свидетельствует, что, по крайней мере, часть современного села под наименованием Бруначув, принадлежала тынецкому аббатству. Деревня была сожжена во время монгольского нашествия. В 1456 году село было заново отстроено под новым названием «Бруначова-Воля». Ян Длугош при наименовании села в своём сочинении употребляет два названия: Бруначова-Воля и Радзишовска-Воля. В начале XVI века на территории сожжённого села образовалось новое поселение под наименованием «Новы-Радзишув», которое со временем трансформировалось в наименование Воля-Радзишовска.
В 1975—1998 годах село входило в состав Краковского воеводства.

## Население
По состоянию на 2013 год в селе проживало 2 372 человека.
| 2008  | 2013  |
| ----- | ----- |
| 2 407 | 2 372 |

| Перепись  | Всего   | Всего | Женщины | Женщины | Мужчины | Мужчины |
| --------- | ------- | ----- | ------- | ------- | ------- | ------- |
| Единицы   | человек | %     | человек | %       | человек | %       |
| Население | 2 372   | 100   | 1 217   | 51,3    | 1 155   | 48,7    |

## Достопримечательности
- Церковь Успения Пресвятой Девы Марии, построенная на рубеже XV и XVI веков. Входит в состав туристического маршрута «Путь деревянной архитектуры» Малопольского воеводства.